# 조지 버자

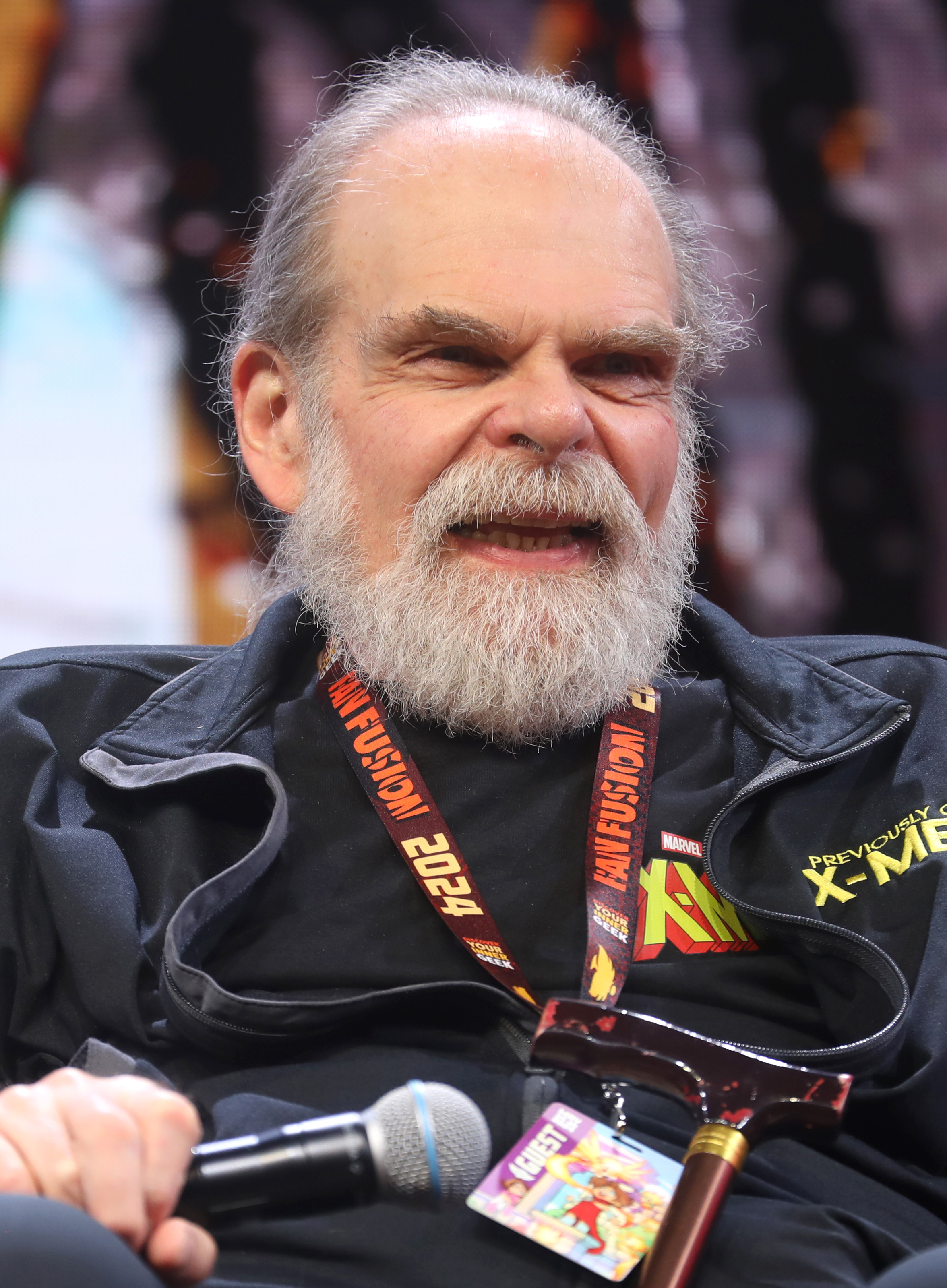

조지 부자(George Buza, 1949년 1월 7일 ~ )는 미국의 배우, 성우이다.
클리블랜드에서 태어났다.

## 출연 작품
- 엘리엇과 산타 썰매단 (2018년) - 산타 목소리 역
- 험악한 꿈 (2016년) - 전당포 점원 역
- 어 크리스마스 호러 스토리 (2015년)
- 더 마운티 (2011년)
- 유 마이트 애즈 웰 리브 (2009년)
- 프로덕션 오피스 (2008년)
- Still Small Voices (2007)
- 다이어리 오브 데드 (2007년)
- 어 크리스마스 웨딩 (2006, A Christmas Wedding)
- 콜드 크릭 (2003년)
- 뮤턴트 X (2001년)
- 엑스맨 (2000년)
- 블러드 머니 (1999년)
- 포카혼타스 (1995년)
- 미셸 아파트 (1995년)
- 헨리와 베린 (1994년)
- 트릭 (1991년)
- 스네이크 이터 2 (1991년)
- 천사의 추락 (1990년)
- 사라진 기억 (1990년)
- 스텔라 (1990년)
- 포에버 나이트 (1989년)
- 스틱키 핑거스 (1988년)
- 악마의 뇌 (1988년)
- 리버레이터 (1987년)
- 미트볼 3 (1987년)
- 더 라스트 시즌 (1986년)
- 나이트 히트 (1985년)
- 하이포인트 (1982년)
- 패스트 컴퍼니 (1979년)

### 텔레비전
- 엑스맨 - TV 시리즈 (1992년)
- 13일의 금요일 - TV 시리즈 (1987년)
- 애들이 줄었어요: TV 쇼 (1997년)